# Лома-Лінда-Іст (округ Старр, Техас)
Лома-Лінда-Іст (англ. Loma Linda East) — переписна місцевість (CDP) в США, в окрузі Старр штату Техас. Населення — 67 осіб (2020).

## Географія
Лома-Лінда-Іст розташована за координатами 26°19′41″ пн. ш. 98°41′22″ зх. д. / 26.32806° пн. ш. 98.68944° зх. д. (26.328130, -98.689413).  За даними Бюро перепису населення США в 2010 році переписна місцевість мала площу 0,10 км², уся площа — суходіл.

## Демографія
Згідно з переписом 2010 року, у селищі мешкали 44 особи в 14 домогосподарствах у складі 11 родини. Густота населення становила 447 осіб/км².  Було 15 помешкань (152/км²).
Расовий склад населення:
| - 100,0 % — білих |

До двох чи більше рас належало 0,0 %. Частка іспаномовних становила 54,5 % від усіх жителів.
За віковим діапазоном населення розподілялося таким чином: 36,4 % — особи молодші 18 років, 54,5 % — особи у віці 18—64 років, 9,1 % — особи у віці 65 років та старші. Медіана віку мешканця становила 32,0 року. На 100 осіб жіночої статі у селищі припадало 109,5 чоловіків;  на 100 жінок у віці від 18 років та старших — 100,0 чоловіків також старших 18 років.
Цивільне працевлаштоване населення становило 0 осіб. 